# جامعة تبوك
جامعة تبوك تقع في مدينة تبوك والتي تقع في الشمال الغربي من المملكة العربية السعودية، وتأسست عام 1427 هـ - 2006م بأمر من خادم الحرمين الشريفين الملك عبد الله بن عبد العزيز آل سعود،  حصلت مجموعة من برامج كليات الجامعة على الاعتماد الأكاديمي في الأعوام 2010، 2014، 2015، 2016، 2017، 2018.

## تاريخ الجامعة
يمثل إنشاء جامعة تبوك عام 1427 هـ 2006 م، تعبيراً صريحاً للرؤية الثاقبة لخادم الحرمين الشريفين الملك عبد الله بن عبد العزيز في نشر التعليم العالي في جميع مناطق المملكة، وتسعى الجامعة لأن تكون منارة في مجالات التعليم والتطوير. 
وتشتمل الجامعة على الكليات التالية: (كلية الطب- كلية التمريض - كلية الهندسة -كلية إدارة الأعمال - كلية العلوم الطبية التطبيقية - كلية العلوم - كلية الحاسبات وتقنية المعلومات -كلية التربية والآداب - كلية التصاميم و الفنون - الكلية التطبيقة (المجتمع سابقا) - كلية الشريعة والقانون -كلية السياحة و الضيافة- الكلية الجامعية في محافظة ضباء - الكلية الجامعية في محافظة الوجه - الكلية الجامعية في محافظة أملج - الكلية الجامعية في محافظة حقل - فرع الجامعة في محافظة تيماء). هذا بالإضافة إلى أن الجامعة تحتوي على العمادات التالي: (عمادة شؤون القبول والتسجيل - عمادة شؤون أعضاء هيئة التدريس والموظفين - عمادة شؤون الطلاب - عمادة البحث العلمي - عمادة خدمة المجتمع والتعليم المستمر - عمادة الدراسات العليا - عمادة شؤون المكتبات - عمادة التطوير والجودة - عمادة الخدمات الأكاديمية).
وتبلغ مساحة الحرم الجامعي للمدينة الجامعية 12 مليون متر مربع، وقد بدأ العمل فعليا في المدينة الجامعية، وحتى يتم الانتهاء من مشاريع المدينة الجامعية، قامت الجامعة ببناء العديد من القاعات الدراسية والمرافق لتلبية احتياجات الأقسام الأكاديمية والكليات والإدارات المختلفة.
ويعد الحصول على الاعتماد الأكاديمي من مؤسسات وطنية ودولية معتبرة مؤشراً هاماً على جودة العملية التعليمية. حيث تسعى الجامعة في هذا الجانب إلى تطبيق معايير الهيئة الوطنية للتقويم والاعتماد الأكاديمي في المملكة قبل نهاية العام 1435 هـ (2014م). 
وقد حصلت كلية المجتمع على اعتماد برامجها «برامج التعليم التقني والوظيفي لمرحلة ما قبل البكالوريوس» في شهر ذي القعدة من عام 1431 هـ الموافق لشهر أكتوبر من عام 2010 م من مجلس الاعتماد الأكاديمي، وهو مجلس معتمد من وزارة التربية في الولايات المتحدة الأمريكية، كما أنه مجلس مستقل ومعترف به كهيئة اعتماد وطنية لبرامج التعليم التقني والوظيفي.
وتنفذ الجامعة العديد من الأبحاث والدراسات التي تهم المنطقة داخليا وعبر شراكات عالمية في الولايات المتحدة الأمريكية وأستراليا وألمانيا واليابان وبلغاريا والهند وتركيا وغيرها. كما تتبنى الجامعة كرسيي بحث مدعومين من قبل صاحب السمو الملكي فهد بن سلطان بن عبد العزيز آل سعود أمير منطقة تبوك، هما:
الأول كرسي الأمير فهد بن سلطان لأبحاث التقنيات المتقدمة في الكشف عن الأمراض ومسبباتها والمساهمة في علاجها.
والثاني كرسي الأمير فهد بن سلطان لأبحاث الشباب وتنميتهم.

## الكليات
- كلية الطب والجراحة
- كلية التمريض
- كلية العلوم الطبية التطبيقية، وتضم تخصصات:  تقنية المختبرات ، العلاج الطبيعي.
- كلية الهندسة وتضم تخصصات الهندسة المدنية والهندسة الكهربائية والهندسة الميكانيكة والهندسة الصناعية.
- كلية الصيدلة.
- كلية الشريعة والقانون.
- كلية الحاسبات وتقنية المعلومات.
- كلية التربية والآداب.
- الكلية التطبيقية
- كلية العلوم.
- كلية التصاميم و الفنون - بنات.
- كلية إدارة الأعمال، وتضم الكلية 5 أقسام: (الإدارة، المحاسبة، نظم المعلومات الإدارية، التسويق، والتمويل والاستثمار).
- كلية  السياحة و الضيافة في محافظة الوجه.
- الكلية الجامعية في محافظة حقل.
- الكلية الجامعية في محافظة ضباء.
- الكلية الجامعية في محافظة الوجه.
- الكلية الجامعية في محافظة أملج.
- الكلية الجامعية في محافظة تيماء.

## برامج الجامعة التي حصلت على الاعتماد الأكاديمي
- برنامج التعليم التقني والوظيفي لمرحلة ما قبل البكالوريوس في كلية المجتمع، من مجلس الاعتماد الأكاديمي المعتمد من وزارة التربية في الولايات المتحدة الامريكية في عام 2010.
- برنامج الهندسة الميكانيكية في كلية الهندسة من ABET في عام 2016-2017.
- برنامج علوم الحاسب من كلية الحاسبات وتقنية المعلومات من ABET في عام 2016-2017.
- برنامج الرياضيات في كلية العلوم من ASEN في عام 2014-2015.
- برنامج اللغة الإنجليزية في كلية التربية من CEA في عام 2016-2017.[4]

## رؤساء الجامعة
- عبد العزيز سعود العنزي من 2007 حتى 2017.
- عطيه بن محمد الضيوفي (مكلف) 2017م
- عبد الله بن مفرّح الذيابي 2017 حتى 2024م
- عبد العزيز بن سالم الغامدي 2024 حتى الآن.[5]

## وصلات خارجية
- الموقع الرسمي لجامعة تبوك